# Independiente Rivadavia
Der Club Sportivo Independiente Rivadavia, oftmals nur Independiente Rivadavia genannt, ist ein argentinischer Sportverein aus Mendoza, der hauptsächlich für seine Fußballabteilung bekannt ist. Der Verein wird auch Lepra oder Azules genannt.

## Geschichte
Die Wurzeln des Vereins gehen auf die beiden Vereine Club Belgrano und Club Atlético Belgrano zurück, die 1913 den neuen Klub Independiente gründeten. 1919 erfolgte dann die Fusion mit dem Club Sportivo Rivadavia zum heutigen Klubnamen.
Die Fußball-Profimannschaft des Vereins spielte anfangs in der Liga Mendocina de Fútbol, die der Klub bis heute insgesamt 25-mal gewinnen konnte und damit Rekordsieger des Wettbewerbs ist. Erstmals war der Klub in der Primera División 1968 vertreten, nachdem er sich über die Regionalmeisterschaft für die höchste Spielklasse qualifiziert hatte. Durch eine Änderung der Struktur wurden weiteren Profiligen geschaffen und Rivadavia spielte ab 1995 im Torneo Argentino A, der dritten Spielklasse. 1999 wurde der Verein Meister und stieg in die Primera Nacional B auf. Dort blieb Rivadavia drei Jahre und stieg wieder ab. Nach der erneuten Meisterschaft 2006/07 etablierte sich Rivadavia in der zweiten Liga. 2023 wurden die Azules Meister der Primera Nacional B und besiegten im Aufstiegsfinale den CA Brown mit 2:0 nach Verlängerung. Nach über 40-jähriger Abstinenz gelang wieder der Aufstieg in die Primera División.

## Stadion
Independiente Rivadavia trägt seine Heimspiele im 24.000 Zuschauer umfassenden Estadio Bautista Gargantini aus. Das Stadion wurde 1925 erbaut und trägt den Namen des Gründers und mehrfachen Präsidenten Bautista Gargantini.

## Erfolge
- Primera Nacional B: 2023
- Torneo Argentino A: 1999, 2006/07

## Rivalität
Größter Rivale des Klubs ist aufgrund der geografischen Nähe der Gimnasia y Esgrima de Mendoza. Die Duelle werden als Clásico mendocino bezeichnet. Ein weiterer Rivale ist der CD Godoy Cruz, der aus der Provinz Mendoza kommt.